# Juin 1825

## Événements
- France : fondation des Établissements Kuhlmann qui deviendront le premier groupe chimique français.

## Naissances
- 6 juin : Friedrich Bayer (mort en 1880), industriel allemand.
- 28 juin : Emil Erlenmeyer (mort en 1909), chimiste allemand.

## Décès
- 22 juin : Johann Karl Burckhardt (né en 1773), astronome et mathématicien français d'origine allemande.